# Alphonse Bertillon

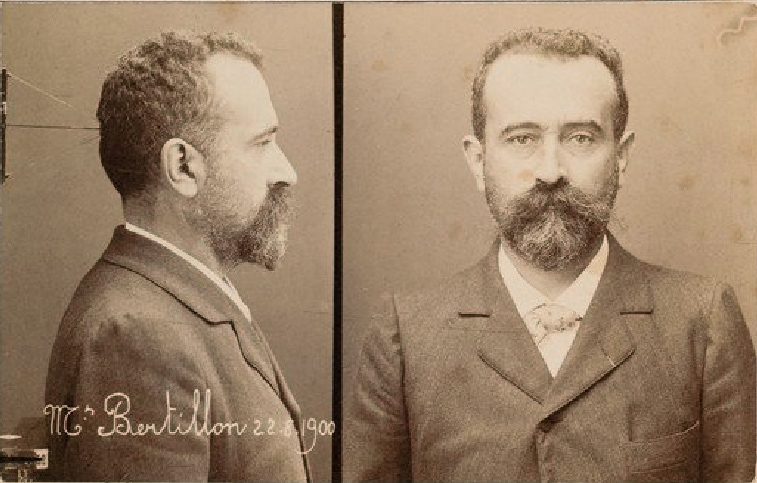
Autorretrato de Alphonse Bertillon.

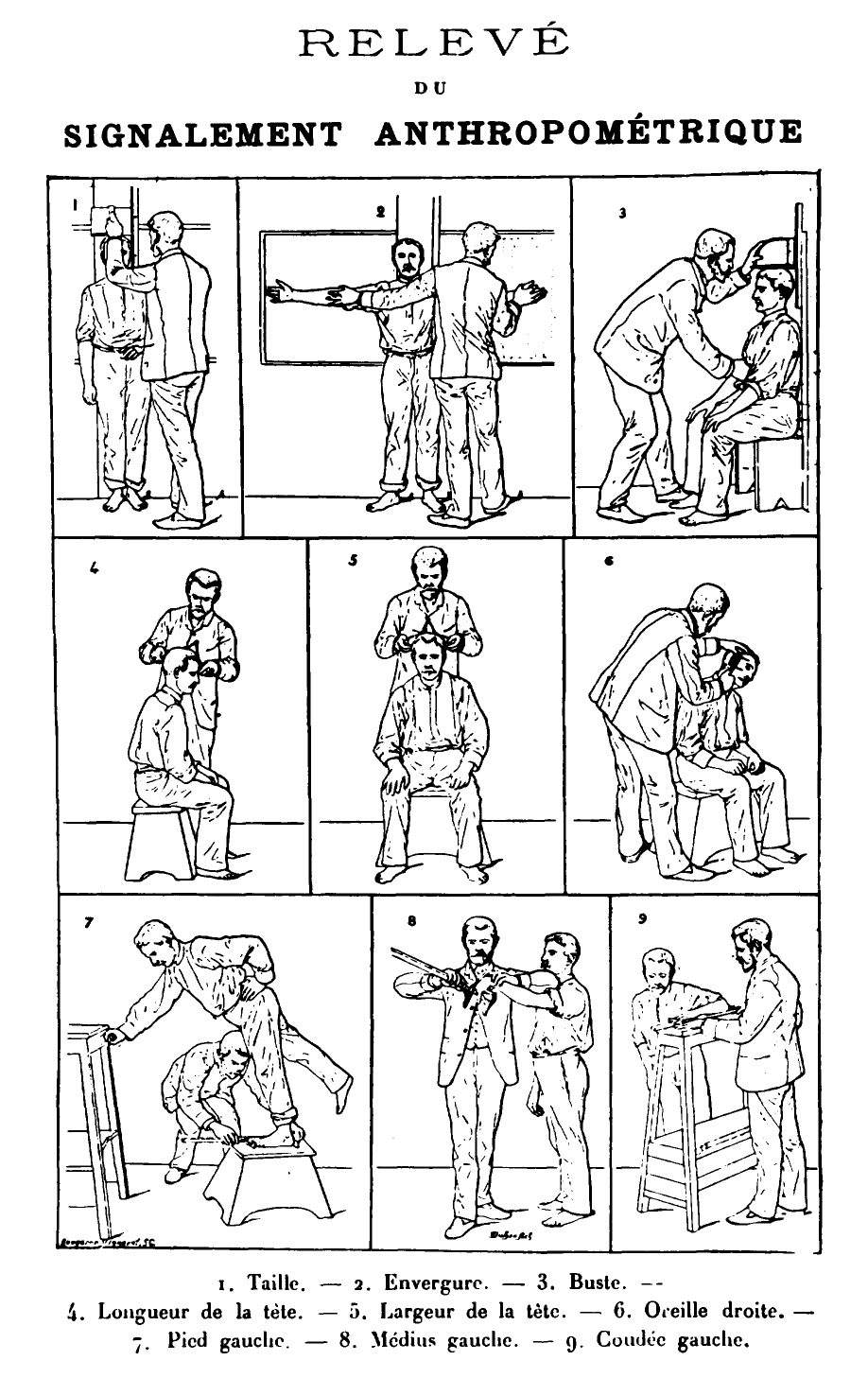
Página del libro Identification anthrométrique (1893) de Alphonse Bertillon, editado en 1914.

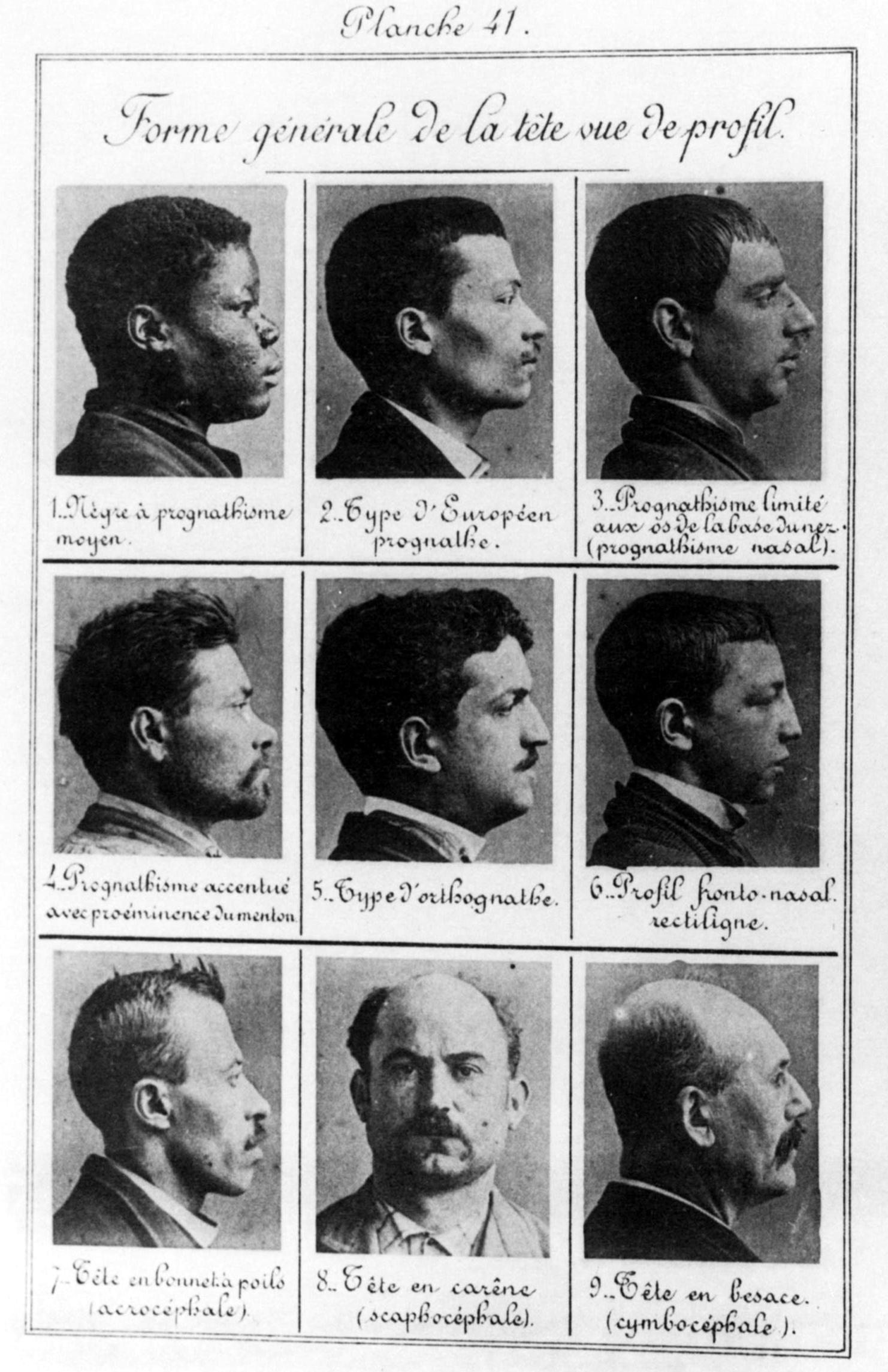
Otra página del libro de Bertillón, que identifica a los criminales por la forma de su cabeza.

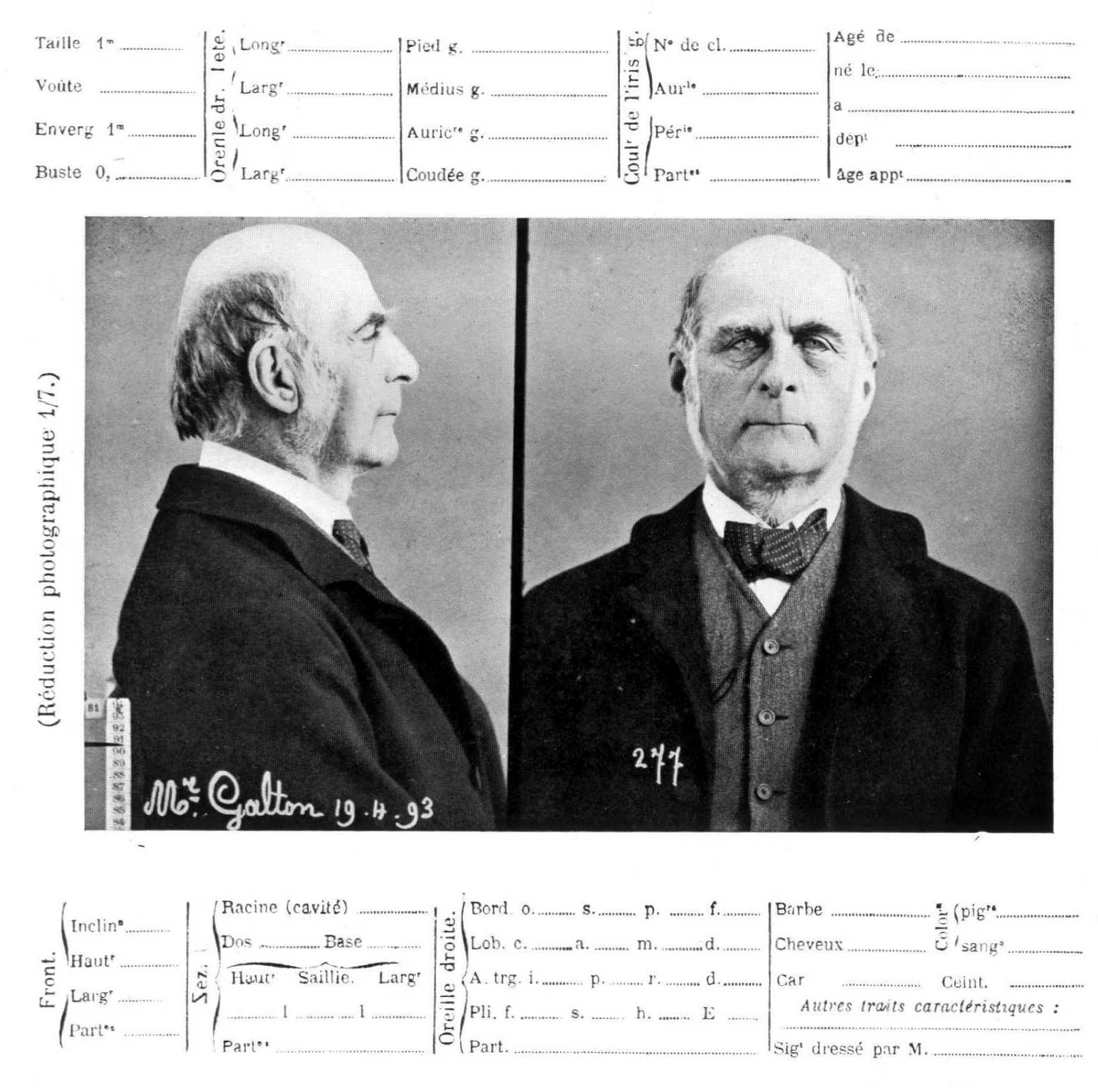
Un buen ejemplo de la ficha de filiación: Sir Francis Galton, su colega en la investigación sobre el tema, fotografiado por el propio Bertillon durante la visita que el inglés le hiciera a su estudio en abril de 1893.

Alphonse Bertillon (París, 1853, Paris 1914), policía francés, hijo de Louis-Adolphe Bertillon (médico, antropólogo y estadístico al igual que el hermano de Alphonse, Jacques Bertillon). Trabajó como preceptor en Escocia y, a su regreso a Francia, trabajó para la policía de París. Investigador e impulsor de métodos de individualización antropológica.
Oficial de la policía francesa no conforme con los usos empleados en la fuerza para identificar a los criminales reincidentes, siendo hijo y hermano de expertos en estadística y demografía, en 1882 expuso una nueva disciplina: la antropometría. Se trataba de una técnica de identificación de criminales basada en la medición de varias partes del cuerpo y la cabeza, marcas individuales, tatuajes, cicatrices y características personales del sospechoso.
Elaboró la metodología necesaria para el registro y comparación de todos los datos de los procesados. En 1884 aplicó este procedimiento para identificar a 241 delincuentes múltiples, por lo que su procedimiento ganó enorme prestigio y fue rápidamente adoptado en Europa y EE. UU.
Su método tuvo un estrepitoso fracaso cuando se encontraron dos personas diferentes que tenían el mismo conjunto de medidas. Desde entonces se considera que la antropometría es una pseudociencia (como la frenología).
En 1892 apareció el método de identificación mediante huellas digitales, vislumbrado por el británico sir Francis Galton y mejorado ese mismo año (1892) por el policía argentino Juan Vucetich (quien resolvió un infanticidio mediante este método). Cuando Vucetich visitó París en 1913, Bertillón —que nunca le había perdonado las críticas a su imperfecto sistema, creado en 1883— lo despreció públicamente.
Bertillón también estandarizó las fotografías de identificación y las imágenes usadas como evidencia. Desarrolló la “fotografía métrica” que busca reconstruir las dimensiones de un lugar y la ubicación de los objetos allí encontrados. Indicó que las fotografías de la escena del crimen debían hacerse antes de que se produjese cualquier tipo de alteración y que dentro de la imagen debiera colocarse huinchas con medidas impresas (testigo métrico) para facilitar la identificación del tamaño del elemento o lugar. El fotógrafo debía hacer sus fotografías frontal y lateralmente a los objetos. Sus instrucciones en la actualidad se siguen respetando.

## "El Bertillonaje" o "Bertillonage"
La idea de Bertillon era sin embargo sencilla. Consistía simplemente en dar una aplicación práctica a los trabajos antropológicos de su padre. Partiendo del principio del que no existen dos individuos absolutamente idénticos, pensó que tomando cierta cantidad de medidas susceptibles de no variar en el curso de una vida se conseguiría identificar a un individuo de un modo prácticamente infalible, cualesquiera que fuesen su edad y el medio que empleara para modificar su apariencia física. Para trece medidas tomadas, los riesgos de confusión son estadísticamente del 1 por 4.194.304, y del 1 por 268.435.456 para catorce medidas. Teóricamente, semejante método no dejaba subsistir posibilidades de error.
Bertillon creó por tanto una ficha de filiación, en la cual hizo figurar cierta cantidad de medidas invariables para un individuo que ha concluido su desarrollo: dimensión de la cabeza, de la mano, etc. Añadió naturalmente un apartado para las señales particulares. Redactó un informe complicado y lo presentó al prefecto de policía Andrieux, que no entendió ni una palabra y lo tiró a la papelera. Bertillon no se desanimó por eso. Continuó con sus investigaciones y escribió un nuevo informe, todavía más incomprensible que el primero, y, a fuerza de insistir, obtuvo el privilegio de exponer oralmente su contenido ante sus superiores. Bertillon tenía una oratoria barroca que durmió a su auditorio. El resultado fue absolutamente desastroso y el infeliz seguramente habría sido definitivamente relegado a sus tareas administrativas si un nuevo prefecto, llamado Camescasse, no hubiera venido a propósito a reemplazar a Andrieux a la cabeza de la policía. Conmovido por la perseverancia del joven escribano, le concedió un nuevo plazo de tres meses para demostrar la eficacia de su invento.
En el mes de febrero de 1883, Alphonse identificó gracias a su método a su primer criminal. Un hombre que pretendía llamarse Dupont había sido detenido y juraba no haber tenido nunca nada que ver con la justicia. Gracias a las medidas tomadas algunos años antes, el escribano consiguió confundirle. El individuo se llamaba en realidad Martín, y era efectivamente un prisionero "en fuga". Desde aquel momento, el método antropométrico del joven escribano, bautizado "Bertillonaje", fue tomado en serio por la jerarquía, que puso a su posposición los medios necesarios para su aplicación sintomática. Los resultados fueron espectaculares. En un año, Bertillon permitió arrestar a unos 50 malhechores y, ayudado por su mujer, construyó un fichero de 7300 fichas, que se reveló como útil en la lucha contra la delincuencia.
El 1 de febrero de 1888 fue para Bertillon el día de su consagración oficial. Se creó, en el seno de la Comisaría General de Policía, un nuevo servicio cuya dirección naturalmente le fue confiada: la "identidad judicial". Su fama se hizo inmensa. Prosiguiendo sus investigaciones en diferentes campos, imaginó muchas otras técnicas de investigación científica, especialmente la "fotografía métrica", que facilitó mucho el estudio de las huellas sobre el lugar del crimen. En poco años, Bertillon se convirtió en el criminólogo más escuchado de su época.
Sin embargo, no todas sus iniciativas estuvieron coronadas por el éxito. Por haber luchado demasiado para imponer sus ideas, a menudo le faltaba criterio. El sistema descriptivo que creó  para permitir a cualquier policía dar las características físicas de un malhechor resultó ser de difícil empleo y fue abandonado.
Demasiado apegado a los resultados de sus propias investigaciones, Bertillon no supo reconocer el interés de un nuevo método de identificación que iba a reemplazar el sistema que él había inventado: la dactiloscopia.

## Obra
- Etnografía moderna, las razas salvajes (1883).
- La antropometría judicial en París en 1889 (1890).
- La fotografía judicial (1890).
- Identificación antropométrica (1893).
- La antropología métrica (1909).